# Fundusz Promocji Ryb
Fundusz Promocji Ryb (FPR) – jeden z dziewięciu funduszy utworzonych na mocy ustawy z 22 maja 2009 r. o funduszach promocji produktów rolno–spożywczych (Dz.U. z 2025 r. poz. 683). Statutowe zadania funduszu obejmują m.in. wspieranie działań mających na celu promocję spożycia ryb i ich przetworów.

## Budżet Funduszu Promocji Ryb
Budżet Funduszu Promocji Ryb pochodzi z obligatoryjnych wpłat dokonywanych przez podatników podatku VAT, którzy:
- Skupują ryby od podmiotów, o których mowa w art. 2 pkt 19 ustawy o VAT, w celu ich przetworzenia, lub odsprzedaży,
- Prowadzą działalność w zakresie połowu ryb w wodach śródlądowych lub morskich,
- Prowadzą działalność w zakresie chowu lub hodowli ryb.

## Komisja Zarządzająca
Komisja Zarządzająca Funduszu Promocji Ryb składa się z 5 członków reprezentujących podmioty prowadzące działalność w zakresie połowu ryb śródlądowych lub morskich oraz chowu lub hodowli ryb, 3 członków reprezentujących zakłady przetwórcze ryb oraz podmioty skupujące ryby, 1 członka reprezentującego izby rolnicze.
Komisję Zarządzającą FPR powołuje na 4-letnią kadencję Minister Rolnictwa i Rozwoju Wsi spośród kandydatów zgłoszonych przez ogólnopolskie organizacje branżowe.
Do zadań Komisji Zarządzającej należy m.in.: ustalanie zasad gospodarowania środkami finansowymi danego funduszu promocji oraz tworzenie planu finansowego funduszu. 
Skład Komisji Zarządzającej FPR:
– członkowie reprezentujący podmioty prowadzące połów, chów lub hodowlę ryb:
- Marian Tomala - przewodniczący (Polskie Towarzystwo Rybackie)
- Karol Girus (Polskie Towarzystwo Rybackie)
- Marek Trzecieliński (Związek Producentów Ryb - Organizacja Producentów)
- Zbigniew Gajewski (Ogólnopolskie Porozumienie Związków Zawodowych Rolników i Organizacji Rolniczej)
- Agnieszka Andruszewska (Ogólnopolskie Stowarzyszenie Przetwórców i Producentów Produktów Ekologicznych „Polska Ekologia”)

– członkowie reprezentujący przetwórców ryb i podmioty skupujące ryby:
- Tomasz Kulikowski (Stowarzyszenie Rozwoju Rynku Rybnego)
- Zbigniew Szczepański (Towarzystwo Promocji Ryb)
- Andrzej Piątak (Polskie Stowarzyszenie Przetwórców Ryb)

– członek reprezentujący Krajową Radę Izb Rolniczych:
- Zenon Bistram

## Obsługa Funduszu
Obsługę Funduszu Promocji Ryb zapewnia Krajowy Ośrodek Wsparcia Rolnictwa. Prezes KOWR, dysponuje środkami funduszu promocji na podstawie uchwał komisji zarządzającej, zapewnia obsługę prawną oraz techniczno-biurową komisji zarządzającej.